# San Ramón (métro de Santiago)
Pour les articles homonymes, voir San Ramón.
San Ramón est une station de la Ligne 4A du métro de Santiago, dans la commune de San Ramón.

## La station
La station est ouverte depuis 2006.

## Origine étymologique
Son nom vient de la ville de San Ramón, où la station se situe.